# Roman Wilczek
Roman Wilczek ps. Lupus (ur. 3 stycznia 1914 w Toruniu, zm. 7 listopada 2004) – uczestnik walk września 1939 roku. Kawaler Orderu Virtuti Militari.
Syn Brunona i Marty.
Wieloletni prezes Światowego Związku Żołnierzy Armii Krajowej w Zarządzie Okręgu Szczecin.

## Okres wojny
Uczestnik walk września 1939 roku. Został ranny w bitwie nad Bzurą. Po klęsce wrześniowej wstąpił do Armii Krajowej.
Był dowódcą 1 plutonu 21 kompanii „Narew" i zastępcą dowódcy tejże kompanii. Prowadził szkolenia z sanitariuszkami, łączniczkami, oraz żołnierzami różnych stopni w celu przygotowania ich do spodziewanych zadań. Przy jego pomocy zdekonspirowany został agent Gestapo działający w strukturach AK.
W powstaniu warszawskim walczył m.in. o zdobycie Instytutu Głuchoniemych na placu Trzech Krzyży. Następnie walczył w Zgrupowaniu „Kryska” na Górnym Czerniakowie. 29 września przepłynął Wisłę.

## Okres powojenny
Od 1946 roku mieszkał w Szczecinie. Był pionierem Portu Szczecińskiego i ekspertem Polskiej Izby Handlu Zagranicznego.

## Ordery i odznaczenia
Pierwotny wykaz orderów i odznaczeń podano za: Danuta Szyksznian Jak dopalał się ogień biwaku. s. 459-460
- Srebrny Krzyż Virtuti Militari
- Krzyż Oficerski Orderu Odrodzenia Polski
- Krzyż Kawalerski Orderu Odrodzenia Polski
- Krzyż Walecznych
- Złoty Krzyż Zasługi
- Krzyż Partyzancki
- Krzyż Armii Krajowej
- Warszawski Krzyż Powstańczy
- Medal Wojska
- Medal Za udział w wojnie obronnej 1939
- Medal za Warszawę